# Lilong (Imphal West)
Lilong (Imphal West) là một thị xã và là một nagar panchayat của quận Imphal West thuộc bang Manipur, Ấn Độ.

## Nhân khẩu
Theo điều tra dân số năm 2001 của Ấn Độ, Lilong (Imphal West) có dân số 10.417 người. Phái nam chiếm 49% tổng số dân và phái nữ chiếm 51%. Lilong (Imphal West) có tỷ lệ 72% biết đọc biết viết, cao hơn tỷ lệ trung bình toàn quốc là 59,5%: tỷ lệ cho phái nam là 81%, và tỷ lệ cho phái nữ là 63%. Tại Lilong (Imphal West), 12% dân số nhỏ hơn 6 tuổi.